# Hohenbergia undulatifolia
Hohenbergia undulatifolia är en gräsväxtart som beskrevs av Elton Martinez Carvalho Leme och Hans Edmund Luther. Hohenbergia undulatifolia ingår i släktet Hohenbergia och familjen Bromeliaceae. Inga underarter finns listade i Catalogue of Life.